# تريغفه مو
تريغفه مو (بالنرويجية البوكمول: Trygve Moe)‏ هو نقابي وصحفي نرويجي، ولد في 11 ديسمبر 1927.